# Francisco Mejía Villa
Francisco Mejía Villa (Rioverde, 3 de diciembre de 1935 - Esmeraldas, 11 de junio de 1996) fue un político ecuatoriano de la provincia de Esmeraldas.

## Biografía
Nació el 3 de diciembre de 1935 en Rioverde, Provincia de Esmeraldas. A temprana edad se mudó a Guayaquil, culminando sus estudios secundarios en el Colegio Montalvo y laborando como contador público.
Entró a la vida pública en 1960 como presidente del directorio de la Empresa de Agua Potable en Esmeraldas. En 1970 fue nombrado alcalde de la ciudad de Esmeraldas, puesto que ocupó hasta 1974. Posteriormente fue elegido prefecto provincial de Esmeraldas, ejerciendo el cargo de 1978 a 1983.
En las elecciones legislativas de 1984 fue elegido diputado nacional en representación de la provincia de Esmeraldas por el partido Concentración de Fuerzas Populares.
En 1988 volvió a ser elegido prefecto de la provincia de Esmeraldas, para el periodo de 1988 a 1991. Una vez que dejó su puesto en la prefectura se presentó como candidato y ganó por segunda vez la alcaldía de Esmeraldas, ocupando el cargo hasta 1996.

## Fallecimiento
Falleció el 11 de junio de 1996 en Esmeraldas.

## Homenajes
La escuela Francisco Mejía Villa de Quinindé fue nombrada en su honor.